# Attacco all'Occidente
Attacco all'Occidente è un romanzo di fantascienza dello scrittore italiano Mario Farneti, pubblicato da Editrice Nord nel 2002. È il secondo volume della saga ucronica "Trilogia di Occidente", in cui s'immagina che Mussolini avesse dichiarato la neutralità durante la Seconda guerra mondiale, rimanendo così al potere nel dopoguerra.

## Trama
Alla fine della seconda guerra mondiale, Stalin ha lanciato un'offensiva in grande stile per sottomettere l'Europa, ma gli italiani, insieme agli americani e gli inglesi, si sono erti come baluardo dell'Occidente, sconfiggendo l'invasore e conquistando Mosca. Il partito fascista domina così un impero che va dall'Eritrea ai monti Urali.
In questo secondo volume, ambientato in un 1992 alternativo, l'Impero d'Occidente non ha ancora un nuovo Duce e il potere è gestito da un triumvirato. La nazione si trova alle prese con uno spietatissimo ed imprendibile sceicco (chiaramente ispirato ad Osama Bin Laden) che ha riunito i paesi arabi in un unico enorme esercito. Grazie ad una sconosciuta e potentissima arma che neutralizza tutti i circuiti elettrici, inizia la conquista dell'Europa. La sesta flotta americana nel mar Mediterraneo è distrutta da questa fenomenale arma, mentre l'Occidente subisce l'onta dell'occupazione. In Italia l'avanzata delle truppe islamiche si arresta al centro della penisola. Viene attivata dal governo fascista in esilio a Salò la "Matrice R" dando inizio alla resistenza.

### Edizioni
- Mario Farneti, Attacco all'Occidente, Editrice Nord, 2002.
- Mario Farneti, Attacco all'Occidente, TEA, 2007.

### Fonti critiche
- Łukasz Jan Berezowski, Se Mussolini fosse... le visioni alternative del potere fascista dopo il 1945 nella letteratura ucronica italiana del XXI secolo: alcune considerazioni allostoriche (PDF), Romanica.doc, 2(3), Università di Varsavia, 2011. URL consultato il 27 novembre 2015 (archiviato dall'url originale il 4 marzo 2016).
- Emiliano Marra, Il caso della letteratura ucronica italiana. Ucronia e propaganda nella narrativa italiana., in Between, vol. 4, n. 7, 2014. URL consultato il 27 novembre 2015.
- Il Veltro, Il veltro editrice, 2004,  p. 156.